# Ghiacciaio Dålk
Il ghiacciaio Dålk è un ghiacciaio lungo circa 15 km situato sulla costa di Ingrid Christensen, nella Terra della Principessa Elisabetta, in Antartide. Il ghiacciaio fluisce verso nord scorrendo tra i colli Larsemann, a ovest, e punta Steinnes, a est, fino a entrare nella parte sud-orientale della baia di Prydz.

## Storia
Il ghiacciaio Dålk fu mappato da cartografi norvegesi grazie a fotografie aeree scattate durante la spedizione antartica comandata da Lars Christensen e svoltasi nel periodo 1936-37 e fu così battezzato nel 1952 dal geografo americano John H. Roscoe, il quale effettuò un dettagliato studio dell'area basandosi su fotografie aeree scattate durante l'operazione Highjump, 1946-47. Roscoe diede alla formazione questo nome basandosi sul nome dell'isola Dålk, situata al termine del ghiacciaio.